# 이종미
이종미(李鍾美,1980년 9월 7일 ~ )는 대한민국의 스타크래프트2 여성 프로게이머이자 방송인이다.

## 생애
2001년 가을 KOR(현 하이트 스파키즈)에 입단하며 프로게이머 생활을 시작했다. 여성부 리그에서 많은 활약과 수상을 하여 많은 인기를 얻었다. 2007년 프로게이머를 은퇴하였고, 2009년에는 온게임넷 방송 프로그램에 주력하였다.
2010년 12월 동갑내기인 원동연씨와 결혼하였으며, 2011년 3월 oGs팀에 입단해 스타크래프트2 프로게이머로 전향하였으나, 입단한지 3개월 후인 2011년 6월에 개인사정으로 프로게이머를 다시 은퇴하였다.

## 수상 경력
- 2003년 제3차 ghem TV 스타리그 여성부  8강
- 2004년 itv여성 최고수전 우승
- 2005년 제4차 game TV 스타리그 여성부 준우승 (vs 서지수 패)
- 2005년 MBC게임 레이디스 MSL 3위 (패자조 결승 vs 김영미 1:3 패)
- 2005년 스카이라이프배 game TV 스타리그 여성부 3위 (패자조 결승 vs 김영미 패)
- 2006년 스카이라이프배 game TV 레이디스 스타 챔피언십 우승 (vs 김영미 3:1 승)

## 기타 경력
- 2007년 ~ 2010년 충북보건과학대학교 e스포츠게임과 강사